# 肺性心
肺心病即肺性心臟病（cor pulmonale，CP），是肺的疾病引起肺循環障礙，導致肺動脈壓亢進，造成右心室肥大擴張的狀態。會出現發紺、頸靜脈充血、水腫等症狀。